# Hutchinsonův systém
Hutchinsonův systém byl publikován zde
J. Hutchinson. The families of flowering plants, arranged according to a new system based on their probable phylogeny. [s.l.]: [s.n.], two volumes, 1926–1934; 2nd edition 1959; 3rd edition, 1973. Dostupné online.
Tato klasifikace je zpracována podle prvního vydání, 2 díly, 1926–1934, Volume 1: Monocotyledonae and Volume 2:Dicotyledonae.
Systém klade důraz na habitus rostlin, tedy zda se jedná o bylinu nebo dřevinu.
- phylum Angiospermae
1 subphylum Monocotyledons
1 divisio Calyciferae
ordo Butomales
Hydrocharitaceae
Butomaceae
ordo Alismatales
Alismataceae
Scheuchzeriaceae
Petrosaviaceae
ordo Triuridales
Triuridaceae
ordo Juncaginales
Juncaginaceae
Lilaeaceae syn.: Heterostylaceae
Posidoniaceae
ordo Aponogetonales
Aponogetonaceae
Zosteraceae
ordo Potamogetonales
Potamogetonaceae
Ruppiaceae
ordo Najadales
Zannichelliaceae
Najadaceae
ordo Commelinales
Commelinaceae
Flagellariaceae
Mayacaceae
ordo Xyridales
Xyridaceae
Rapateaceae
ordo Eriocaulales
Eriocaulaceae
ordo Bromeliales
Bromeliaceae
ordo Zingiberales
Musaceae
Strelitziaceae
Lowiaceae
Zingiberaceae
Cannaceae
Marantaceae
2 divisio Corolliferae
ordo Liliales
Liliaceae
Tecophilaeaceae
Trilliaceae
Pontederiaceae
Smilacaceae
Ruscaceae
ordo Alstroemeriales
Alstroemeriaceae
Petermanniaceae
Philesiaceae
ordo Arales
Araceae
Lemnaceae
ordo Typhales
Sparganiaceae
Typhaceae
ordo Amaryllidales
Amaryllidaceae
ordo Iridales
Iridaceae
ordo Dioscoreales
Stenomeridaceae
Trichopodaceae
Roxburghiaceae
Dioscoreaceae
ordo Agavales
Xanthorrhoeaceae
Agavaceae
ordo Palmales
Palmae
ordo Pandanales
Pandanaceae
ordo Cyclanthales
Cyclanthaceae
ordo Haemodorales
Haemodoraceae
Hypoxidaceae
Velloziaceae
Apostasiaceae
Taccaceae
Philydraceae
ordo Burmanniales
Burmanniaceae
Corsiaceae
Thismiaceae
ordo Orchidales
Orchidaceae
3 divisio Glumiflorae
ordo Juncales
Juncaceae
Thurniaceae
Restionaceae
Centrolepidaceae
ordo Cyperales
Cyperaceae
ordo Graminales
Gramineae
2 subphylum Dicotyledons
1 divisio Archychlamydeae
ordo Magnoliales
Magnoliaceae
Winteraceae
Schisandraceae jako Schizandraceae [sic]
Himantandraceae
Lactoridaceae
Trochodendraceae
Cercidiphyllaceae
ordo Annonales jako Anonales [sic]
Annonaceae jako Anonaceae [sic]
Eupomatiaceae
ordo Laurales
Monimiaceae
Lauraceae
Gomortegaceae
Hernandiaceae
Myristicaceae
ordo Ranales
Ranunculaceae
Cabombaceae
Ceratophyllaceae
Nymphaeaceae
ordo Berberidales
Berberidaceae
Circaeasteraceae
Lardizabalaceae
Sargentodoxaceae
Menispermaceae
ordo Aristolochiales
Aristolochiaceae
Cytinaceae syn.: Rafflesiaceae
Hydnoraceae
Nepenthaceae
ordo Piperales
Saururaceae
Piperaceae
Chloranthaceae
Lacistemataceae
ordo Rhoeadales
Papaveraceae
Fumariaceae
ordo Loasales
Loasaceae
Turneraceae
ordo Capparidales
Capparaceae jako Capparidaceae [sic]
Moringaceae
Tovariaceae
ordo Cruciales
Cruciferae
ordo Violales
Violaceae
Resedaceae
ordo Polygalales
Polygalaceae
Trigoniaceae
Vochysiaceae
ordo Saxifragales
Crassulaceae
Cephalotaceae
Saxifragaceae
ordo Sarraceniales
Droseraceae
Sarraceniaceae
ordo Podostemonales
Podostemaceae jako Podostemonaceae [sic]
Hydrostachyaceae
ordo Caryophyllales
Elatinaceae
Caryophyllaceae
Molluginaceae
Ficoidaceae syn.:Aizoaceae
Portulacaceae
ordo Polygonales
Polygonaceae
Illecebraceae
ordo Chenopodiales
Phytolaccaceae
Cynocrambaceae syn.:Theligonaceae
Chenopodiaceae
Bataceae as Batidaceae [sic]
Amaranthaceae jako Amarantaceae [sic]
Basellaceae
ordo Geraniales
Linaceae
Zygophyllaceae
Geraniaceae
Limnanthaceae
Oxalidaceae
Tropaeolaceae
Balsaminaceae
ordo Lythrales
Lythraceae
Crypteroniaceae
Sonneratiaceae
Punicaceae
Oliniaceae
Onagraceae
Haloragaceae jako Halorrhagaceae [sic]
Callitrichaceae
ordo Thymelaeales
Thymelaeaceae
Geissolomataceae
Penaeaceae
Nyctaginaceae
ordo Proteales
Proteaceae
ordo Dilleniales
Dilleniaceae
Crossosomataceae
ordo Coriariales
Coriariaceae
ordo Pittosporales
Pittosporaceae
Byblidaceae
Tremandraceae
ordo Bixales
Bixaceae
Cochlospermaceae
Flacourtiaceae
Samydaceae
Canellaceae
Cistaceae
Frankeniaceae
ordo Tamaricales
Tamaricaceae
Malesherbiaceae
Fouquieriaceae jako Fouquieraceae [sic]
ordo Passiflorales
Passifloraceae
Achariaceae
ordo Cucurbitales
Cucurbitaceae
BegoniaceaeS
Datiscaceae
Caricaceae
ordo Cactales
Cactaceae
ordo Theales
Theaceae
Medusagynaceae
Marcgraviaceae
Caryocaraceae
Actinidiaceae
Saurauiaceae
Ochnaceae
Ancistrocladaceae
Dipterocarpaceae
Chlaenaceae syn.: Sarcolaenaceae
ordo Myrtales
Myrtaceae
Lecythidaceae
Melastomataceae jako Melastomaceae [sic]
Combretaceae
Rhizophoraceae
ordo Guttiferales
Hypericaceae
Eucryphiaceae
Quiinaceae
Guttiferae
ordo Tiliales
Scytopetalaceae
Tiliaceae
Gonystylaceae
Sterculiaceae
Bombacaceae
ordo Malvales
Malvaceae
ordo Malpighiales
Malpighiaceae
Humiriaceae
Erythroxylaceae
ordo Euphorbiales
Euphorbiaceae
ordo Cunoniales
Cunoniaceae
Brunelliaceae
Escalloniaceae
Greyiaceae [čeleď poprvé popsána zde]
Grossulariaceae
Hydrangeaceae
ordo Rosales
Rosaceae
Chailletiaceae syn.: Dichapetalaceae
Calycanthaceae
ordo Leguminosae
Mimosaceae
Caesalpiniaceae
Papilionaceae syn.: Fabaceae
ordo Hamamelidales
Bruniaceae
Stachyuraceae
Hamamelidaceae
Eucommiaceae
Myrothamnaceae
Buxaceae
Platanaceae
ordo Salicales
Salicaceae
ordo Garryales
Garryaceae
ordo Leitneriales
Leitneriaceae
ordo Myricales
Myricaceae
ordo Balanopsidales
Balanopaceae jako Balanopsidaceae [sic]
ordo Fagales
Betulaceae
Corylaceae
Fagaceae
ordo Casuarinales
Casuarinaceae
ordo Urticales
Ulmaceae
Barbeyaceae
Moraceae
Scyphostegiaceae [čeleď poprvé popsána zde]
Urticaceae
Cannabaceae jako Cannabinaceae [sic]
ordo Celastrales
Aquifoliaceae
Empetraceae
Celastraceae
Corynocarpaceae
Cyrillaceae
Cneoraceae
Pandaceae
Hippocrateaceae
Icacinaceae
Salvadoraceae
Stackhousiaceae
ordo Olacales
Olacaceae
Opiliaceae
ordo Santalales
Octoknemaceae jako Oktoknemataceae [sic]
Loranthaceae
Santalaceae
Grubbiaceae
Misodendraceae jako Myzodendraceae [sic]
Balanophoraceae
ordo Rhamnales
Rhamnaceae
Elaeagnaceae
Heteropyxidaceae
Ampelidaceae syn.:Vitaceae
ordo Rutales
Rutaceae
Simaroubaceae jako Simarubaceae [sic]
Burseraceae
ordo Meliales
Meliaceae
ordo Sapindales
Sapindaceae
Akaniaceae
Aceraceae
Sabiaceae
Melianthaceae
Didiereaceae
Staphyleaceae
Anacardiaceae
Connaraceae
ordo Juglandales
Juglandaceae
Julianiaceae
ordo Umbelliflorae
Cornaceae
Alangiaceae
Nyssaceae
Araliaceae
Umbelliferae
2 divisio Metachlamydeae
ordo Ericales
Clethraceae
Ericaceae
Vacciniaceae
Epacridaceae
Monotropaceae
Pyrolaceae
Diapensiaceae
Lennoaceae
ordo Ebenales
Ebenaceae
Sapotaceae
ordo Myrsinales
Myrsinaceae
ordo Styracales
Styracaceae
Symplocaceae
Diclidantheraceae
Lissocarpaceae
ordo Loganiales
Loganiaceae
Oleaceae
ordo Apocynales
Apocynaceae
Asclepiadaceae
ordo Rubiales
Rubiaceae
Caprifoliaceae
ordo Asterales
Adoxaceae
Valerianaceae
Dipsacaceae
Calyceraceae
Compositae
ordo Gentianales
Gentianaceae
ordo Primulales
Primulaceae
Plumbaginaceae
ordo Plantaginales
Plantaginaceae
ordo Campanales
Campanulaceae
Lobeliaceae
Goodeniaceae
Stylidiaceae
ordo Polemoniales
Polemoniaceae
Hydrophyllaceae
ordo Boraginales
Boraginaceae
ordo Solanales
Solanaceae
Convolvulaceae
ordo Personales
Scrophulariaceae
Orobanchaceae
Lentibulariaceae
Columelliaceae
Gesneriaceae
Bignoniaceae
Pedaliaceae
Acanthaceae
ordo Lamiales
Globulariaceae
Myoporaceae
Selaginaceae
Verbenaceae
Labiatae